# Edmondo Behles
Edmondo (parfois Edmund ou Edmond) Behles, né le 21 juillet 1841 en Allemagne et mort en novembre 1921 à Rome, est un photographe allemand actif en Italie. 

## Biographie
Behles s'installle en Italie en 1861. Il fonde un atelier photographique avec Giorgio Sommer, nommé Sommer & Belhes, qui exista entre 1867 et 1874.
Avec son associé Sommer, il produisit des clichés de paysages, de ruines archéologiques et fit également des photographies de fresques, notamment à Pompéi.
L'attribution des œuvres est en général commune à Behles et Sommer.

## Expositions (partielle)
personnelles
- 2006, 
  - Nepente Art Gallery, Milan
  - Leipzig
- 2004, Galerie Yves Di Maria, Paris

collectives
- 2009, Munich
- 2008, Keith de Lellis Gallery, New York
- 2007, Michael Dawson Gallery, Los Angeles
- 2006, Celle
- 2005, 
  - Galerie Yves Di Maria
  - Preus fotomuseum, Horten (Norvège)
  - Musée d'Art Moderne de Saint-Étienne
  - Pavillon des Arts, Paris

## Galerie

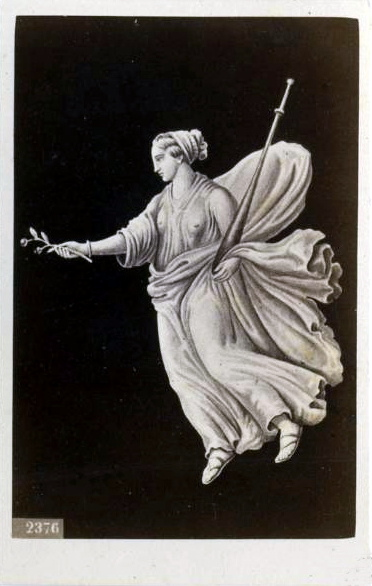
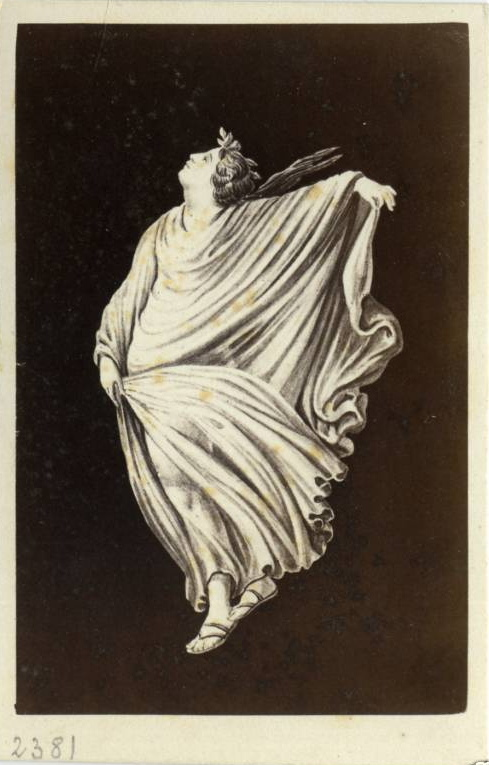
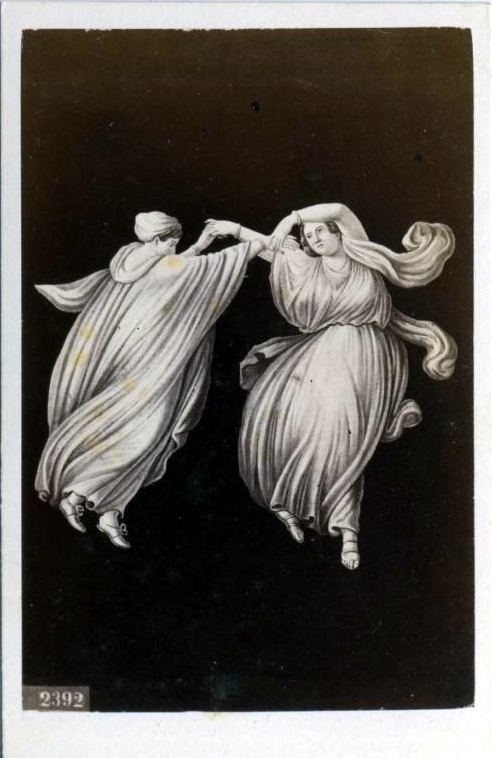
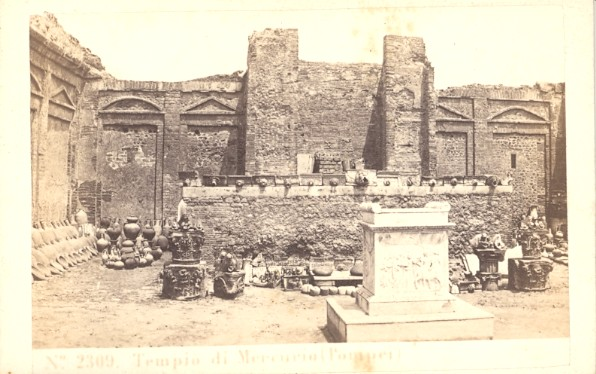
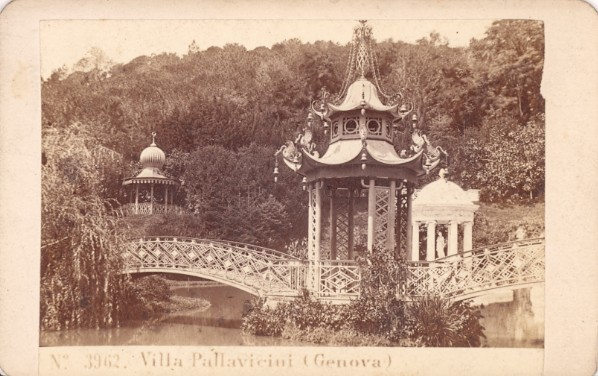
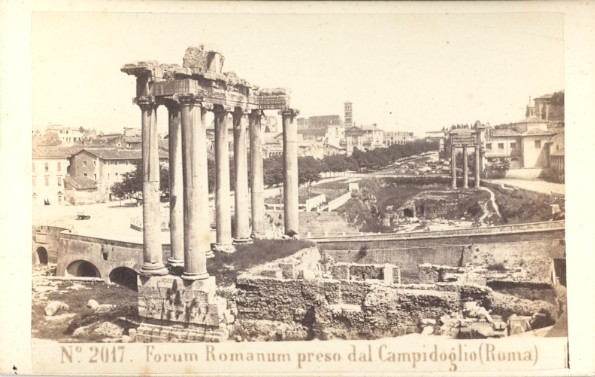